# Доминик Вест
Доминик Вест (енгл. Dominic West; 15. октобар 1969) енглески је глумац најпознатији по улози детектива Џимија Макналтија у серији Доушници и Хектора Мадена у серији Сат, која му је донела номинацију за Златни глобус у категорији Најбољи глумац у мини-серији или ТВ филму.

## Филмографија
| Улоге Доминика Веста |                                               |               |                        | |
| Година               | Српски назив                                  | Изворни назив | Улога                  | Напомена |
| 1999.                | Сан летње ноћи                                |               | Лисандар               | |
| 1999.                | Звездани ратови — епизода I: Фантомска претња |               | стражар                | |
| 2000.                | 28 дана                                       |               | Џаспер                 | |
| 2002.                | Чикаго                                        |               | Фред Кејсли            | Награда Удружења филмских глумаца за најбољу филмску поставу Награда Удружења телевизијских филмских критичара за најбољу филмску поставу |
| 2003.                | Осмех Мона Лизе                               |               | Бил Данбар             | |
| 2004.                | Заборављен                                    |               | Еш Корел               | |
| 2007.                | 300 — Битка код Термопила                     |               | Терон                  | |
| 2007.                | Уздизање Ханибала                             |               | инспектор Паскал Попил | |
| 2011.                | Џони Инглиш: Поново рођен                     |               | Сајмон Амброс          | |
| 2016.                | Игра новца                                    |               | Валт Кемби             | |
| 2018.                | Tomb Raider                                   |               | Ричард Крофт           | |
| 2022.                | Даунтонска опатија: Нова епоха                |               | Гај Декстер            | |